# Lethe mandersi
Lethe mandersi är en fjärilsart som beskrevs av Henry John Elwes 1891. Lethe mandersi ingår i släktet Lethe och familjen praktfjärilar. Inga underarter finns listade i Catalogue of Life.